# Winter-Asienspiele 2007/Eishockey
Die Eishockeywettbewerbe der VI. Winter-Asienspiele fanden vom 26. Januar bis 3. Februar 2007  in Changchun in der Volksrepublik China statt. Neben der Gastgebernation Volksrepublik China nahmen bei den Herren zehn weitere Länder am Wettbewerb teil. Dadurch wurde eine neue Rekordteilnehmerzahl erreicht. Die Goldmedaille sicherte sich zum zweiten Mal Japan, das ohne Turnierniederlage blieb. Dahinter gewannen Kasachstan und Südkorea die weiteren Medaillen.
Am Eishockeyturnier der Frauen nahmen fünf Mannschaften teil. Die Teilnehmer waren die Gastgebernation, Südkorea, Nordkorea, Kasachstan und Japan. Den Titel sicherte sich zum zweiten Mal Kasachstan, das in allen Spielen unbesiegt blieb. Japan errang Silber, China holte Bronze.

## Austragungsorte
Das Turnier der Herren fand – mit Ausnahme der Finalrundenpartie zwischen China und Südkorea – im Eishockeystadion Fu'ao statt. Die Frauen spielten in der Eislaufhalle Provinz Jilin.
| Changchun                         |                                       |
| Eishockeystadion Fu'ao Kapazität: | Eislaufhalle Provinz Jilin Kapazität: |

## Herren

### Modus
Die elf Teilnehmer wurden zunächst in drei Gruppen à drei Mannschaften und einer Gruppe à zwei Mannschaften eingeteilt. Diese spielten in einer Einfachrunde den Finalrundenteilnehmer jeder Gruppe aus. Die Mannschaften auf den zweiten Plätzen qualifizierten sich für die Platzierungsrunde der Plätze 5 bis 8. Die drei Gruppenletzten spielten die Ränge 9 bis 11 aus.
Nach der Vorrunde absolvierten die vier Gruppensieger die Finalrunde, die ebenfalls in einer Einfachrunde ausgespielt wurde, sodass jede Mannschaft auf drei Spiele kam. Die Mannschaft mit den meisten Punkten gewann die Goldmedaille. Die Runden um die Plätze 5 bis 8 sowie 9 bis 11 wurden getrennt im K.-o.-System ausgespielt. Der beste Gruppendritte war automatisch für das Spiel um Platz 9 gesetzt.

### Vorrunde

#### Gruppe A
| 28. Januar 2007 | Japan | 6:1 (0:0, 4:0, 2:1) | Nordkorea | Changchun, Volksrepublik China Zuschauer: 321 |

| Pl. |           | Sp | S | U | N | Tore  | Punkte |
| 1.  | Japan     | 1  | 1 | 0 | 0 | 06:01 | 3      |
| 2.  | Nordkorea | 1  | 0 | 0 | 1 | 01:06 | 0      |

#### Gruppe B
| 26. Januar 2007 | Thailand                     | 0:4 (0:1, 0:1, 0:2)     | Vereinigte Arabische Emirate | Changchun, Volksrepublik China Zuschauer: 720 |
| 27. Januar 2007 | Vereinigte Arabische Emirate | 0:38 (0:14, 0:8, 0:16)  | Kasachstan                   | Changchun, Volksrepublik China Zuschauer: 410 |
| 28. Januar 2007 | Kasachstan                   | 52:1 (17:0, 20:0, 15:1) | Thailand                     | Changchun, Volksrepublik China Zuschauer: 300 |

| Pl. |                              | Sp | S | U | N | Tore  | Punkte |
| 1.  | Kasachstan                   | 2  | 2 | 0 | 0 | 90:01 | 6      |
| 2.  | Vereinigte Arabische Emirate | 2  | 1 | 0 | 1 | 04:38 | 3      |
| 3.  | Thailand                     | 2  | 0 | 0 | 2 | 01:56 | 0      |

#### Gruppe C
| 26. Januar 2007 | Kuwait              | 15:2 (3:0, 7:0, 5:2)  | Macau               | Changchun, Volksrepublik China Zuschauer: 700 |
| 27. Januar 2007 | Macau               | 0:26 (0:11, 0:8, 0:7) | Volksrepublik China | Changchun, Volksrepublik China Zuschauer: 543 |
| 28. Januar 2007 | Volksrepublik China | 11:1 (6:0, 4:0, 1:1)  | Kuwait              | Changchun, Volksrepublik China Zuschauer: 350 |

| Pl. |                     | Sp | S | U | N | Tore  | Punkte |
| 1.  | Volksrepublik China | 2  | 2 | 0 | 0 | 37:01 | 6      |
| 2.  | Kuwait              | 2  | 1 | 0 | 1 | 16:13 | 3      |
| 3.  | Macau               | 2  | 0 | 0 | 2 | 02:41 | 0      |

#### Gruppe D
| 26. Januar 2007 | Hongkong | 3:7 (3:3, 0:1, 0:3)  | Malaysia | Changchun, Volksrepublik China Zuschauer: 710 |
| 27. Januar 2007 | Südkorea | 11:0 (3:0, 4:0, 4:0) | Hongkong | Changchun, Volksrepublik China Zuschauer: 558 |
| 28. Januar 2007 | Malaysia | 1:14 (0:3, 0:4, 1:7) | Südkorea | Changchun, Volksrepublik China Zuschauer: 340 |

| Pl. |          | Sp | S | U | N | Tore  | Punkte |
| 1.  | Südkorea | 2  | 2 | 0 | 0 | 27:01 | 6      |
| 2.  | Malaysia | 2  | 1 | 0 | 1 | 08:21 | 3      |
| 3.  | Hongkong | 2  | 0 | 0 | 2 | 03:20 | 0      |

### Platzierungsrunde
|  | Platzierungsrunde Plätze 9–11 | Platzierungsrunde Plätze 9–11 |          |          | Spiel um Platz 9 | Spiel um Platz 9 |
|  |                               |                               |          |          |                  |                  |
|  |                               |                               |          |          |                  |                  |
|  | Hongkong                      |                               |          |          |                  |                  |
|  | Freilos                       |                               |          |          |                  |                  |
|  |                               |                               | Hongkong | 3        |                  |                  |
|  |                               |                               |          | Thailand | 4                |                  |
|  | Macau                         | 0                             |          |          |                  |                  |
|  | Thailand                      | 6                             |          |          |                  |                  |
|  |                               |                               |          |          |                  |                  |

|  | Platzierungsrunde Plätze 5–8 | Platzierungsrunde Plätze 5–8 |          |    | Spiel um Platz 5 | Spiel um Platz 5 |
|  |                              |                              |          |    |                  |                  |
|  | Nordkorea                    | 15                           |          |    |                  |                  |
|  | Malaysia                     | 0                            |          |    |                  |                  |
|  |                              |                              |          |    |                  |                  |
|  |                              |                              |          |    |                  |                  |
|  | Nordkorea                    | 9                            |          |    |                  |                  |
|  |                              | Verein. Arab. Emirate        | 2        |    |                  |                  |
|  |                              |                              |          |    |                  |                  |
|  | Spiel um Platz 7             |                              |          |    |                  |                  |
|  |                              |                              | Malaysia | 2  |                  |                  |
|  | Kuwait                       | 2                            | Kuwait   | 10 |                  |                  |
|  | Verein. Arab. Emirate        | 6                            |          |    |                  |                  |

#### Platzierungsrunde Plätze 9–11
| 30. Januar 2007 | Macau | 0:6 (0:2, 0:1, 0:3) | Thailand | Changchun, Volksrepublik China Zuschauer: 320 |

Spiel um Platz 9
| 2. Februar 2007 | Hongkong | 3:4 (0:0, 0:3, 3:1) | Thailand | Changchun, Volksrepublik China Zuschauer: 350 |

#### Platzierungsrunde Plätze 5–8
| 30. Januar 2007 | Nordkorea | 15:0 (8:0, 3:0, 4:0) | Malaysia                     | Changchun, Volksrepublik China Zuschauer: 350 |
| 30. Januar 2007 | Kuwait    | 2:6 (0:0, 1:2, 1:4)  | Vereinigte Arabische Emirate | Changchun, Volksrepublik China Zuschauer: 310 |

Spiel um Platz 7
| 2. Februar 2007 | Malaysia | 2:10 (1:2, 1:5, 0:3) | Kuwait | Changchun, Volksrepublik China Zuschauer: 350 |

Spiel um Platz 5
| 2. Februar 2007 | Nordkorea | 9:2 (3:0, 4:0, 2:2) | Vereinigte Arabische Emirate | Changchun, Volksrepublik China Zuschauer: 350 |

### Finalrunde
| 31. Januar 2007 19:00 Uhr (Ortszeit) | 31. Januar 2007 12:00 Uhr (MEZ) | Japan               | 3:0 (1:0, 0:0, 2:0)  | Südkorea            | Changchun, Volksrepublik China Zuschauer: 720   |
| 31. Januar 2007 22:30 Uhr            | 31. Januar 2007 15:30 Uhr       | Volksrepublik China | 1:17 (0:6, 0:6, 1:5) | Kasachstan          | Changchun, Volksrepublik China Zuschauer: 750   |
| 1. Februar 2007 19:00 Uhr            | 1. Februar 2007 12:00 Uhr       | Japan               | 3:2 (2:1, 0:1, 1:0)  | Kasachstan          | Changchun, Volksrepublik China Zuschauer: 320   |
| 1. Februar 2007 21:00 Uhr            | 1. Februar 2007 14:00 Uhr       | Volksrepublik China | 3:6 (2:0, 0:3, 1:2)  | Südkorea            | Changchun, Volksrepublik China Zuschauer: 2.800 |
| 3. Februar 2007 15:30 Uhr            | 3. Februar 2007 8:30 Uhr        | Japan               | 3:1 (2:1, 1:0, 0:0)  | Volksrepublik China | Changchun, Volksrepublik China Zuschauer: 650   |
| 3. Februar 2007 19:00 Uhr            | 3. Februar 2007 12:00 Uhr       | Kasachstan          | 8:1 (2:0, 3:0, 3:1)  | Südkorea            | Changchun, Volksrepublik China Zuschauer: 650   |

| Pl. |                     | Sp | S | U | N | Tore  | Punkte |
| 1.  | Japan               | 3  | 3 | 0 | 0 | 09:03 | 9      |
| 2.  | Kasachstan          | 3  | 2 | 0 | 1 | 27:05 | 6      |
| 3.  | Südkorea            | 3  | 1 | 0 | 2 | 06:14 | 3      |
| 4.  | Volksrepublik China | 3  | 0 | 0 | 3 | 05:25 | 0      |

### Abschlussplatzierungen
| Rang | Nation                       |
| ---- | ---------------------------- |
| 1    | Japan                        |
| 2    | Kasachstan                   |
| 3    | Südkorea                     |
| 4    | Volksrepublik China          |
| 5    | Nordkorea                    |
| 6    | Vereinigte Arabische Emirate |
| 7    | Kuwait                       |
| 8    | Malaysia                     |
| 9    | Thailand                     |
| 10   | Hongkong                     |
| 11   | Macau                        |

#### Medaillengewinner
| Asienspielesieger Japan | Masato Domeki, Masahito Haruna, Yoshinori Iimura, Mitsuaki Inoue, Kengo Itō, Tōru Kamino, Ryūichi Kawai, Masahiro Kawamura, Naoya Kikuchi, Yōsuke Kon, Fumitaka Miyauchi, Masahito Nishiwaki, Daisuke Obara, Akifumi Okuyama, Hideyuki Ōsawa, Takeshi Saitō, Tetsuya Saitō, Shō Satō, Takahito Suzuki, Gō Tanaka, Jun Tonosaki, Shin’ya Yanadori |

| Silber Kasachstan | Sergei Alexandrow, Artjom Argokow, Alexei Gubarew, Sergei Jakowenko, Oleg Jeremejew, Konstantin Kassatkin, Anton Komissarow, Maxim Komissarow, Alexander Koreschkow, Jewgeni Koreschkow, Alexei Korschkow, Oleg Kowalenko, Lew Krutochwostow, Jewgeni Masunin, Sergei Miroschnitschenko, Andrei Ogorodnikow, Sergei Ogureschnikow, Wadim Rifel, Andrei Sawenkow, Talghat Schailauow, Andrei Troschtschinski, Jewgeni Uschkow |

| Bronze Südkorea | Choi Jung-sik, Eum Hyun-seung, Hong Hyun-mok, Hwang Byung-wook, Jeon Jin-ho, Kim Han-sung, Kim Hong-il, Kim Ki-sung, Kim Kyu-hun, Kim Kyung-tae, Kim Yoon-hwan, Lee Kwon-jae, Lee Kwon-joon, Lee Myung-woo, Lee Yong-jun, Oh Hyon-ho, Park Sung-min, Park Woo-sang, Son Ho-sung, Suh Sin-il, Yoon Kyung-won |

### Beste Scorer
Abkürzungen: G = Tore, A = Assists, Pts = Punkte; Fett: Turnierbestwert
| Spieler              | Team       | T  | V  | Pkt |
| -------------------- | ---------- | -- | -- | --- |
| Alexander Koreschkow | Kasachstan | 12 | 11 | 23  |
| Oleg Jeremejew       | Kasachstan | 13 | 7  | 20  |
| Talghat Schailauow   | Kasachstan | 10 | 7  | 17  |
| Konstantin Kassatkin | Kasachstan | 10 | 5  | 15  |
| Wadim Rifel          | Kasachstan | 11 | 3  | 14  |
| Lew Krutochwostow    | Kasachstan | 7  | 7  | 14  |
| Andrei Ogorodnikow   | Kasachstan | 4  | 7  | 11  |
| Artjom Argokow       | Kasachstan | 8  | 2  | 10  |
| Ahmad Al Ajmi        | Kuwait     | 5  | 5  | 10  |
| Mohammad Al Ajmi     | Kuwait     | 8  | 1  | 9   |

## Frauen

### Modus
Jede der fünf Mannschaften spielte einmal gegen jede andere Mannschaft. Die Mannschaft mit den meisten Punkten gewinnt die Goldmedaille.

### Ergebnisse
| 28. Januar 2007 12:30 Uhr (Ortszeit) | 28. Januar 2007 5:30 Uhr (MEZ) | Nordkorea           | 2:3 (1:2, 0:0, 1:1)    | Japan               | Changchun, Volksrepublik China Zuschauer: 700   |
| 28. Januar 2007 15:30 Uhr            | 28. Januar 2007 8:30 Uhr       | Südkorea            | 0:20 (0:6, 0:7, 0:7)   | Volksrepublik China | Changchun, Volksrepublik China Zuschauer: 1.200 |
| 29. Januar 2007 15:00 Uhr            | 29. Januar 2007 8:00 Uhr       | Kasachstan          | 6:1 (1:0, 5:1, 0:0)    | Nordkorea           | Changchun, Volksrepublik China Zuschauer: 450   |
| 29. Januar 2007 19:00 Uhr            | 29. Januar 2007 12:00 Uhr      | Japan               | 29:0 (12:0, 6:0, 11:0) | Südkorea            | Changchun, Volksrepublik China Zuschauer: 450   |
| 31. Januar 2007 15:00 Uhr            | 31. Januar 2007 8:00 Uhr       | Kasachstan          | 14:0 (5:0, 6:0, 3:0)   | Südkorea            | Changchun, Volksrepublik China Zuschauer: 1.200 |
| 31. Januar 2007 19:00 Uhr            | 31. Januar 2007 12:00 Uhr      | Japan               | 4:2 (1:0, 1:2, 2:0)    | Volksrepublik China | Changchun, Volksrepublik China Zuschauer: 1.600 |
| 1. Februar 2007 15:00 Uhr            | 1. Februar 2007 8:00 Uhr       | Nordkorea           | 5:0 (4:0, 1:0, 0:0)    | Südkorea            | Changchun, Volksrepublik China Zuschauer: 1.600 |
| 2. Februar 2007 19:00 Uhr            | 2. Februar 2007 12:00 Uhr      | Volksrepublik China | 1:3 (1:1, 0:1, 0:1)    | Kasachstan          | Changchun, Volksrepublik China Zuschauer: 2.400 |
| 3. Februar 2007 15:00 Uhr            | 3. Februar 2007 8:00 Uhr       | Kasachstan          | 2:1 (2:0, 0:1, 0:0)    | Japan               | Changchun, Volksrepublik China Zuschauer: 1.800 |
| 3. Februar 2007 19:00 Uhr            | 3. Februar 2007 12:00 Uhr      | Volksrepublik China | 6:3 (1:0, 2:0, 3:3)    | Nordkorea           | Changchun, Volksrepublik China Zuschauer: 2.200 |

| Pl. |                     | Sp | S | U | N | Tore  | Punkte |
| 1.  | Kasachstan          | 4  | 4 | 0 | 0 | 25:03 | 12     |
| 2.  | Japan               | 4  | 3 | 0 | 1 | 37:06 | 9      |
| 3.  | Volksrepublik China | 4  | 2 | 0 | 2 | 29:10 | 6      |
| 4.  | Nordkorea           | 4  | 1 | 0 | 3 | 11:15 | 3      |
| 5.  | Südkorea            | 4  | 0 | 0 | 4 | 00:68 | 0      |

## Medaillenspiegel
| Medaillenspiegel Eishockey | Medaillenspiegel Eishockey | Medaillenspiegel Eishockey | Medaillenspiegel Eishockey | Medaillenspiegel Eishockey | Medaillenspiegel Eishockey |
| Platz                      | Land                       | Gold                       | Silber                     | Bronze                     | Gesamt                     |
| -------------------------- | -------------------------- | -------------------------- | -------------------------- | -------------------------- | -------------------------- |
| 1                          | Japan                      | 1                          | 1                          | −                          | 2                          |
| 1                          | Kasachstan                 | 1                          | 1                          | −                          | 2                          |
| 3                          | Volksrepublik China        | −                          | −                          | 1                          | 1                          |
| 3                          | Südkorea                   | −                          | −                          | 1                          | 1                          |